# Бальзой
Бальзой — село в Улётовском районе Забайкальского края России в составе сельского поселения «Улётовское».

## География
Село находится в северной части района на автотрассе Чита — Петровск-Забайкальский на расстоянии примерно 6 километров (по прямой)  на запад от села Улёты. 

## Климат
Климат характеризуется как резко континентальный с продолжительной холодной малоснежной зимой, тёплым летом и большими перепадами сезонных и суточных температур. Среднегодовая температура воздуха составляет 1,5 — 2 °С. Средняя многолетняя температура самого холодного месяца (января) составляет −24 — −22 °С (абсолютный минимум — −44 °С), температура самого тёплого (июля) — 14 — 16 °С (абсолютный максимум — 38 °С). Среднегодовое количество осадков — 300—500 мм.
Часовой пояс
Село Бальзой находится в часовой зоне МСК+6. Смещение применяемого времени относительно UTC составляет +9:00.

## История
Село было основано в начале XIX века, в 1834 году отмечалось 113 жителей. Изначальное название Бальзино. В дальнейшем население росло и составляло 688 человек (1886 год), 999 (1923 год). Церковь построена была в 1903 году. В советское время работали колхозы «Новая жизнь партизан», «14 лет Октября», им. Сталина, им.Булганина, «40 лет Октября».

## Население
Постоянное население села составляло в 2002 году 640 человек (96% русские), в 2010  505 человек .

## Инфраструктура
В селе есть основная школа, клуб, библиотека, фельдшерский пункт. Сельскоохозяйственные предприятия ООО «Бальзойское», СПК «Возрождение».